# Dacrycarpus expansus
Dacrycarpus expansus é uma espécie de conífera da família Podocarpaceae.
Apenas pode ser encontrada no seguinte país: Papua-Nova Guiné.